# Ärztliches Berufsgericht Niedersachsen
Das Ärztliche Berufsgericht Niedersachsen ist ein Gericht zur Ahndung von durch Ärzte gegen ihre Berufspflichten begangene Verstöße. Das Gericht mit der Zuständigkeit für Niedersachsen ist Teil der staatlichen Berufsgerichtsbarkeit, jedoch ein selbständiger und der Ärztekammer beigegliederter Spruchkörper.
Das Ärztliche Berufsgericht entscheidet unabhängig von Verfahren vor ordentlichen Gerichten. Es ist mit einem Berufsrichter besetzt sowie zwei ehrenamtlichen Beisitzern. Diese Beisitzer sind zugleich Mitglieder der Ärztekammer Niedersachsen.
Sitz dieses Berufsgerichtes ist Hannover, Berliner Allee 20.

## Persönlichkeiten
- Ralph Guise-Rübe wurde gemäß § 70 in Verbindung mit § 72 Abs. 4 des Kammergesetzes für die Heilberufe zum Vorsitzenden der 2. Kammer des Ärztlichen Berufsgerichts Niedersachsen in Hannover berufen. Seine Amtszeit begann am 1. August 2016 und endet am 31. Dezember 2018.[1]
- Vorsitzende des Gerichtes sind
  - Ulrich Hamann, Vizepräsident des Oberlandesgerichts Celle;[2]
  - Ernst Kluge, zugleich Vorsitzender Richter am Landgericht Hannover[2]